# Hiarbes
Hiarbes o Hiarbas, i també Iarbas (en llatí Hiarbas, en grec antic Ἱάρβας) va ser rei de Numídia potser de l'any 84 aC al 82 aC.
Va donar suport a Gneu Domici Aenobarb i a les restes del partit popular de Gai Mari a l'Àfrica i probablement va ser Domici qui el va establir al tron cap a l'any 84 aC en substitució de Hiempsal II que havia ofès a Gai Mari i que després va ser altre cop rei el 82 aC. Hiarbes va ajudar amb un exèrcit a Domici contra Pompeu quan aquest va desembarcar a Àfrica el 82 aC i va ser derrotat. Va caure en mans dels vencedors, que el van executar. Entre d'altres autors, en parla Plutarc.